# Kanton Durtal
Durtal is een voormalig kanton van het Franse departement Maine-et-Loire. Het kanton maakte deel uit van het arrondissement Angers. Op 22 maart 2015 werd het kanton opgeheven en werden de gemeenten opgenomen in het aangrenzende kanton Tiercé.

## Gemeenten
Het kanton Durtal omvatte de volgende gemeenten:
- Baracé
- Daumeray
- Durtal (hoofdplaats)
- Étriché
- Huillé
- Montigné-lès-Rairies
- Morannes
- Les Rairies